# Angelia Ong
Angelia Gabrena Ong (sinh ngày 27 tháng 6 năm 1990) là người mẫu, Hoa hậu Trái Đất Philippines 2015 và Hoa hậu Trái Đất 2015. Cô mang trong mình hai dòng máu Philippines và Trung Quốc.

## Thời thơ ấu
Cô sinh ngày 27 tháng 6 năm 1990 tại Lapuz Norte, Iloilo, Philippines. Cô là cựu sinh viên của Đại học St. Paul Iloilo (Khoa Giáo dục cơ bản) và Cao đẳng Hua Siong, cả hai đều ở thành phố Iloilo. Cô chuyển đến Manila vào năm 2012 và theo đuổi con đường học vấn đại học của mình, quản lý Marketing tại trường đại học De La Salle, của trường Ben Ben.

## Cuộc thi sắc đẹp

### Trước cuộc thi Hoa hậu Trái Đất
Cô tham gia cuộc thi Hoa hậu Manila 2014 và giành danh hiệu Á hậu 2. Ngoài ra, cô còn chiến thắng giải Trang phục dạ hội đẹp nhất và Press Choice Award.
Trước đó, cô tham dự Binibining Pilipinas 2011 và giành giải Thí sinh được bình chọn nhiều nhất as the "Face of Binibining Pilipinas 2011."

### Hoa hậu Trái Đất Philippines 2015
Cô tham gia và giành chiến thắng cuộc thi Hoa hậu Trái Đất Philippines 2015 vào ngày 31 tháng 5 năm 2015 ở Nhà thi đấu Trung tâm thương mại châu Á tại Pasay và giành quyền đại diện cho quốc gia này tại Hoa hậu Trái Đất 2015.